# Aéroport international de San Diego
L'aéroport international de San Diego (en anglais : San Diego International Airport), également connu sous le nom d'aéroport Lindbergh, code IATA : SAN • code OACI : KSAN • code FAA : SAN, est un aéroport américain situé à San Diego, en Californie. Il est le vingt-huitième aéroport nord-américain quant au trafic commercial avec plus de 18 millions de passagers qui en font usage en 2008.
Il est l'aéroport commercial n'utilisant qu'une seule piste le plus occupé aux États-Unis et deuxième dans le monde, avec approximativement 600 départs et arrivées quotidiennement, transportant 50 000 passagers par jour. L'aéroport international de San Diego est une plate-forme de correspondance secondaire pour Southwest Airlines qui opère plus de 36 % des vols.

## Histoire

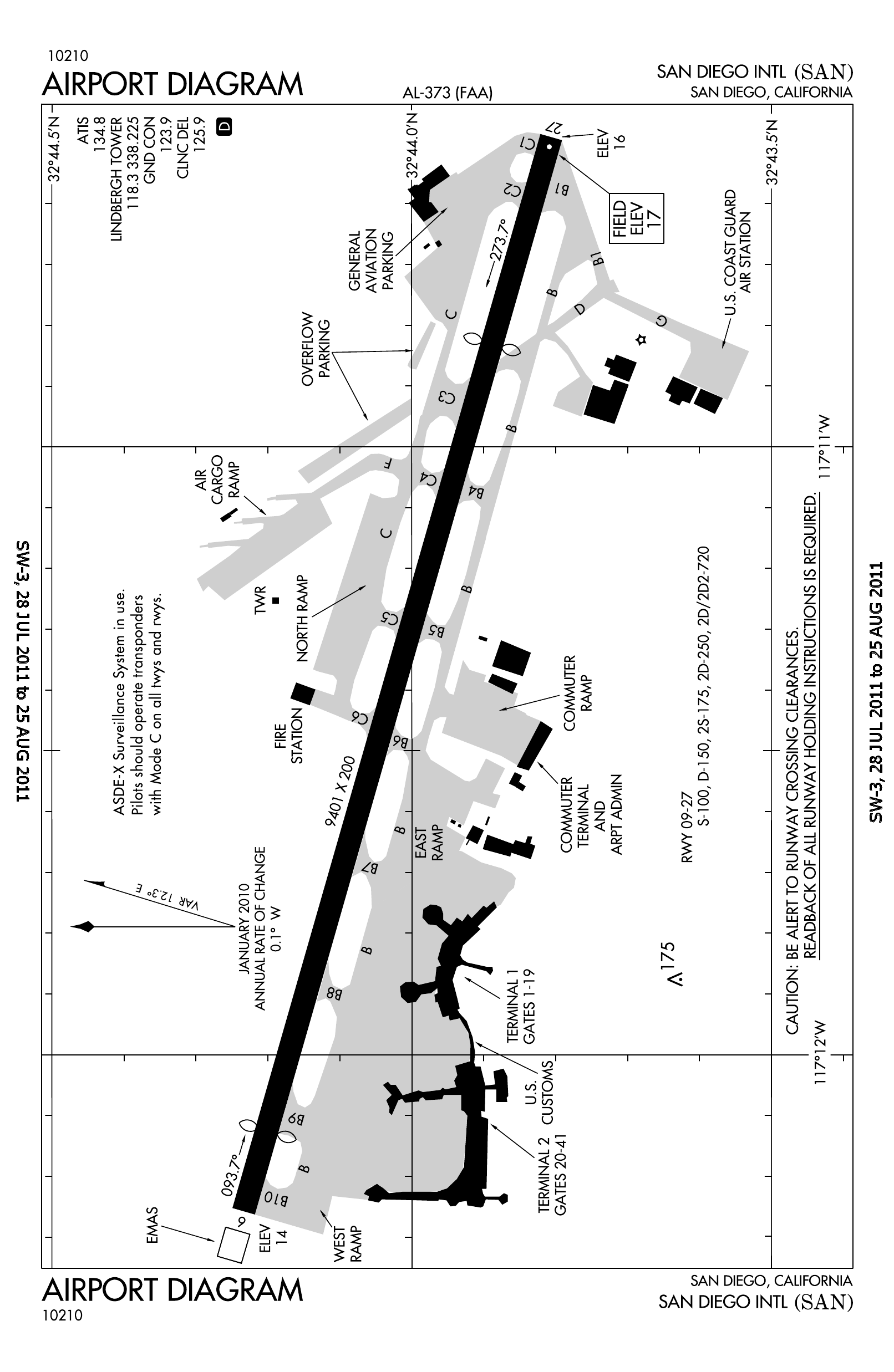
Carte de l'aéroport.

L'aéroport international de San Diego est inauguré le 16 août 1928. Il est le lieu de la construction du fameux Spirit of St. Louis de Charles Lindbergh. L'appareil décolle depuis San Diego pour rejoindre St-Louis, dans le Missouri, avant de rejoindre New York et enfin Paris, marquant ainsi l'histoire de l'aviation.
Le 1er juin 1930 est la date du début d'une ligne régulière de poste aérienne entre San Diego et Los Angeles. Il devient officiellement aéroport international en 1934, puis la construction de l'actuelle piste par l'armée américaine prend place en 1942. À la suite de l'allongement de la piste pour recevoir les bombardiers pendant la Seconde Guerre mondiale, l'aéroport est dès lors prêt pour la période des premiers avions à réaction de l'époque. Ainsi, quelques années plus tard en 1960, United Airlines et American Airlines sont les premières compagnies aériennes commerciales à voler avec des Boeing 720 depuis l'aéroport international de San Diego.
Le 5 mars 1967, l'actuel terminal 1 est ouvert. En 1976, il devient le premier aéroport commercial à imposer des restrictions par rapport aux départs tardifs des avions : il est interdit de décoller de 23 heures 30 à 6 heures 30. Après 15 millions de dollars d'investissements, le nouveau terminal 2 est ouvert le 11 juillet 1979. Southwest Airlines commence à opérer six vols quotidiens aller et retour vers Phoenix, dans l'Arizona, en janvier 1982. United Airlines commence la route aérienne jusqu'à Honolulu le 30 octobre 1983. British Airways inaugure sa route aérienne quotidienne depuis Londres le 1er juin 1996, opérant avec des McDonnell Douglas DC-10. En raison de pertes financières, British Airways décide de suspendre ses vols de Londres à San Diego en 2003. Le 23 juin 1996 prend place l'inauguration du Commuter Terminal. L'agrandissement du terminal 2, inauguré le 7 janvier 1998, vient conclure le plan de rénovation de l'aéroport au coût total de 232 millions de dollars. Exploité à l'origine par le San Diego Unified Port District, l'aéroport est exploité depuis le 1er janvier 2003 par la San Diego County Regional Airport Authority.

## Situation

### Carte des 30 principaux aéroports américains
| \| 500 km1:17 479 000 \| Atlanta Los Angeles Chicago · O'Hare Chicago · Midway Dallas · Fort Worth New York · JFK Newark · Liberty New York-LaGuardia Denver San Francisco Charlotte Las Vegas Phoenix Miami Houston Seattle Orlando Minneapolis · Saint-Paul Boston Détroit Philadelphie Fort Lauderdale · Hollywood Baltimore Washington · R. Reagan Washington · Dulles Salt Lake City San Diego Honolulu Tampa Portland |
| 500 km1:17 479 000 |

### Carte des aéroports de Californie
| Burbank Santa Rosa Arcata CA Long Beach Merced Santa Monica Fresno Los Angeles Palm Springs Sacramento San Diego San Francisco San Jose Oakland Ontario Santa Ana Monterey Chico Crescent City Imperial Inyokern Mammoth Lakes Carlsbad Bakersfield Modesto Redding San Luis Obispo Santa Barbara Santa Maria Stockton Visalia |

## Statistiques
Pour des raisons techniques, il est temporairement impossible d'afficher le graphique qui aurait dû être présenté ici.

Voir la requête brute et les sources sur Wikidata.

## Récompense et dangerosité
En dépit du fait que l'aéroport international de San Diego est classé troisième aux ASQ Awards par le Conseil international des aéroports dans la catégorie 15 à 25 millions de passagers en 2008, prix qui récompense les meilleurs services aéroportuaires au monde, il est depuis longtemps considéré comme l'un dix aéroports les plus dangereux au monde,. Déjà en 1988, les pilotes de lignes américains le classaient au 5e rang des aéroports les plus dangereux du pays. Sa dangerosité s'explique par le fait que sa piste est située au pied d'une montagne et plusieurs obstacles empêchent les pilotes de voir le sol. La visibilité est souvent affectée par les forts vents de Santa Ana, soufflant de l'est vers l'ouest au décollage et à l'atterrissage.

## Galerie
|  |  |  |